# اميغي (تشكدان)
امیغي (بالفارسية: امیگی) هي قرية تقع في إيران في قسم تشکدان الريفي. يقدر عدد سكانها بـ 506 نسمة بحسب إحصاء 2016.